# Majskoje (obwód penzeński)
Majskoje (ros. Майское) – wieś (sieło) w Rosji, w obwodzie penzeńskim, w rejonie małosierdobińskim. W 2010 liczyła 401 mieszkańców.